# Saint-Bénigne

Saint-Bénigne este o comună în departamentul Ain din estul Franței.